# 庫恩克里克鎮區 (明尼蘇達州萊昂縣)
庫恩克里克鎮區（英語：Coon Creek Township）是位於美國明尼蘇達州萊昂縣的一個行政鎮區。

## 地方資料
庫恩克里克鎮區的面積為94.46平方千米，當中陸地面積為93.01平方千米，而水域面積為1.45平方千米。根據2020年美國人口普查的數據，當地共有人口248人，而人口密度為每平方千米2.63人。